# Karl Münchinger
Karl Münchinger (Stuttgart, 29 de mayo de 1915 – ibidem, 13 de marzo de 1990) fue un director de orquesta de música clásica alemán. Ayudó a popularizar el luego célebre Canon de Pachelbel con una grabación de la Orquesta de Cámara de Stuttgart en 1960 (Jean-François Paillard produjo igualmente una grabación rival muy popular). Fue también reconocido por devolver su estilo barroco a las interpretaciones de las obras de Juan Sebastián Bach, que adoraba. Las interpretaba con vigor moderado, ornamentación juiciosa y ritmo vivo, aunque sin instrumentos de época.

## Biografía
Nacido en Stuttgart, Münchinger estudió a la Hochschule für Musik de su ciudad de origen. En sus comienzos, fue director invitado además de tener funciones de organista y de director de coro. En 1941 fue nombrado director principal de la Orquesta Sinfónica de Hannover, puesto que ocupó dos años.
Desde el final de la guerra, fundó la Orquesta de Cámara de Stuttgart, con la cual realizó un conjunto de giras que comenzó en París en 1949 y llegó a San Francisco en 1953. Bajo su dirección, la orquesta produjo, en los años 50 y 60 y bajo la etiqueta Decca, numerosas grabaciones, esencialmente de las obras de Bach (tres grabaciones de los Conciertos de Brandenburgo, las Suites para orquesta, la Pasión según San Mateo, la Pasión según San Juan, la Ofrenda musical, el Oratorio de Navidad...). Su prestación más destacada (y la más célebre) en los otros repertorios —excepto el Canon de Pachelbel— fue su interpretación de La Creación, de Joseph Haydn.
En 1977, la Orquesta de Cámara de Stuttgart fue el primer conjunto alemán en visitar la República Popular China. Münchinger se retiró en 1988, dos años antes su muerte.

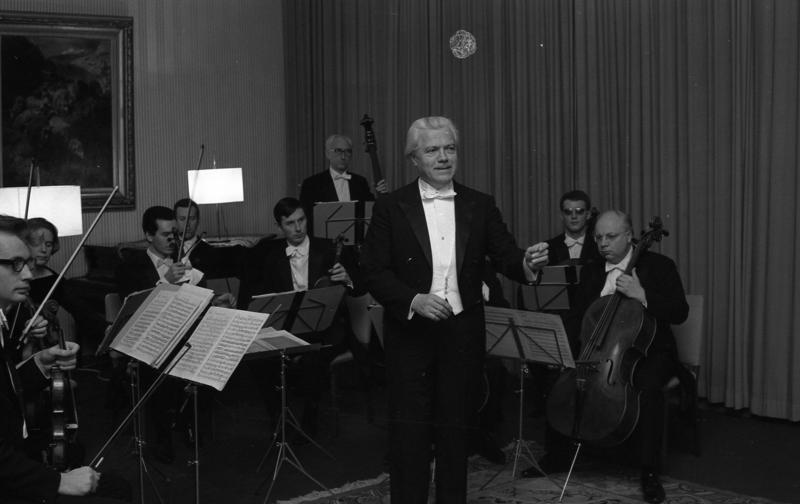
La orquesta de cámara de Stuttgart en 1968.

El enfoque estilístico de Münchinger y de su orquesta era bastante parecido al de sus contemporáneos un poco más jóvenes (Raymond Leppard, Neville Marriner, Claudio Scimone, Jean-François Paillard), aunque que presentando una solidez tonal más acentuada (por no mencionar un rigor de hierro durante las ensayos y las actuaciones). Con la subida de popularidad de los instrumentos del siglo XVIII, sus interpretaciones perdieron el favor de la crítica a partir de los años 70 y fueron calificadas a menudo de trasnochadas. Sin embargo sigue siendo considerado como autor de grabaciones de un elevado nivel.

## Karl Münchinger, primer director artístico del Festival Internacional de Colmar
En 1979, escoge Colmar en Francia y funda el Festival internacional de música de Colmar para «convertirse en uno de los mejores lugares de diálogo permanente entre la música francesa y alemana». Concebidos bajo el signo de la convivencialidad y de la hospitalidad, estos conciertos que reúnen músicos alemanes y franceses anuncian la ambición de acercar a los hombres al corazón de Europa: «¿Porqué quería hacer un festival de música en Colmar? La respuesta se os revela cuando, sentado en la Capilla, contempláis el Retablo de Issenheim con el sonido de la música de Bach... Este lugar de perpetuo encuentro entre la historia y el porvenir, predispone a renunciar a todo narcisismo!».
La historia del Festival de Colmar que fundó Karl Münchinger (con su orquesta en «residencia»), es sobre todo la historia de amor de un gran maestro para una ciudad alsaciana: «El Festival en Colmar no es un acontecimiento mundano que se sacrifica a las estrellas musicales, se dirige a los enamorados de la música que vienen para vivir una especie de aventura espiritual...».
Fue director artístico del festival hasta 1989.
En 2012, el Festival internacional de música de Colmar, dirigido entonces por Vladímir Spivakov, hizo un homenaje a Karl Münchinger.